# Landkreis Saarlouis
Der Landkreis Saarlouis [zaːrˈlʊɪ] ist der bevölkerungsreichste Landkreis des Saarlandes, wenn man den Regionalverband Saarbrücken nicht mitzählt. Er umfasst den Südwesten und die Mitte des Landes.

## Geographie

### Flüsse
Die wichtigsten Flüsse im Landkreis sind zum einen die Saar, die von Südosten kommend das Kreisgebiet nordwestlich in Richtung Trier durchfließt, und die Prims, die von Nordosten kommend in das Kreisgebiet eintritt und in Dillingen in die Saar mündet.

### Nachbarkreise
Der Landkreis grenzt im Uhrzeigersinn im Nordwesten beginnend an die Landkreise Merzig-Wadern, St. Wendel und Neunkirchen sowie den Regionalverband Saarbrücken und das französische Département Moselle.

## Geschichte

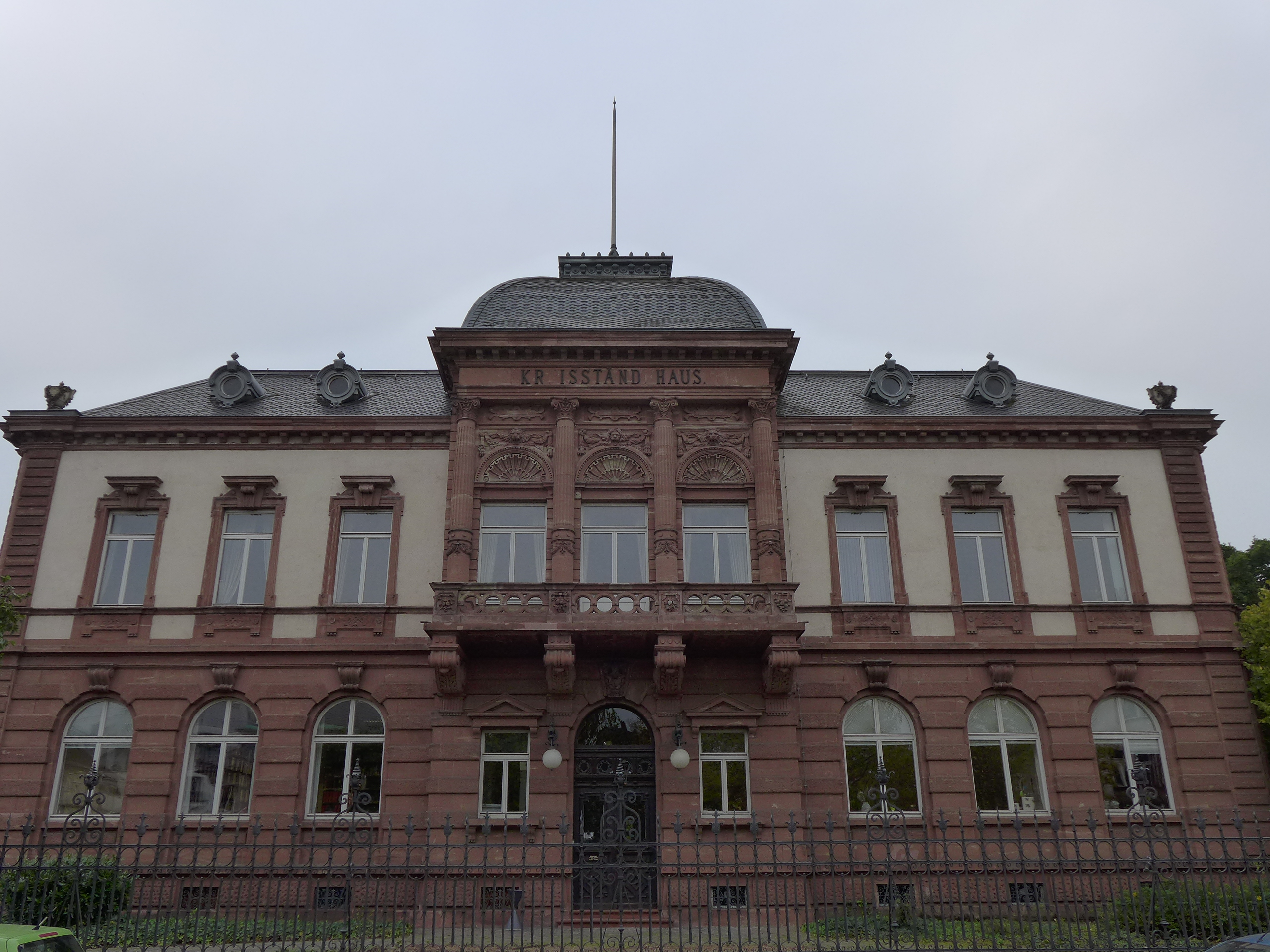
Saarlouis, Altes Kreisständehaus im Stil der Neorenaissance, heute Teil des Landratsamtes, errichtet in den Jahren 1894/1895 von Kreisbaumeister Carl Hermann Ballenberg (Bautechnik) und Architekt Semmler (Bauästhetik)

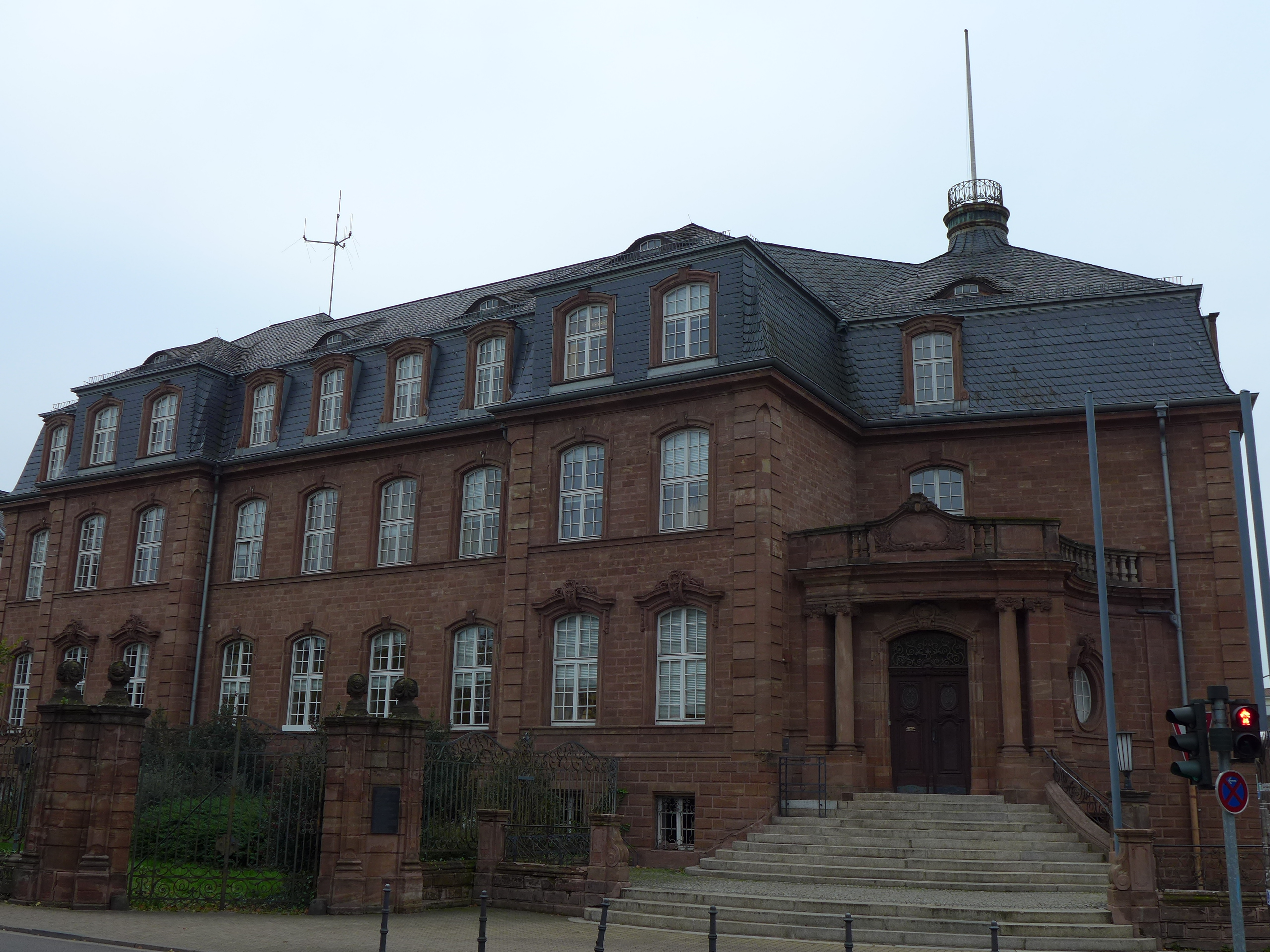
Saarlouis, Landratsamt im Stil des Neobarock, errichtet in den Jahren 1910/1911 nach Plänen von Kreisbaumeister Seidel

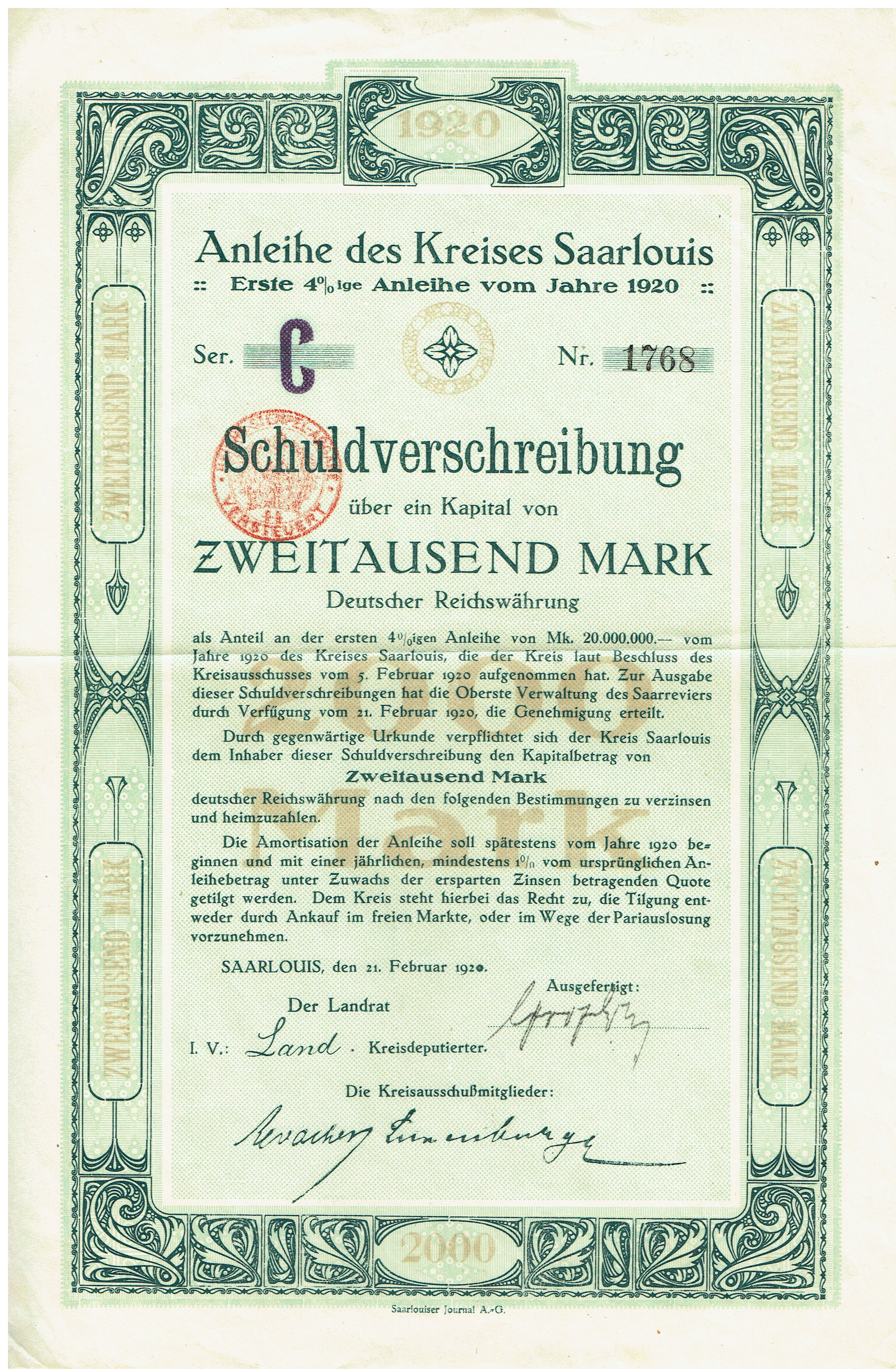
Anleihe über 2000 Mark des Kreises Saarlouis vom 21. Februar 1920

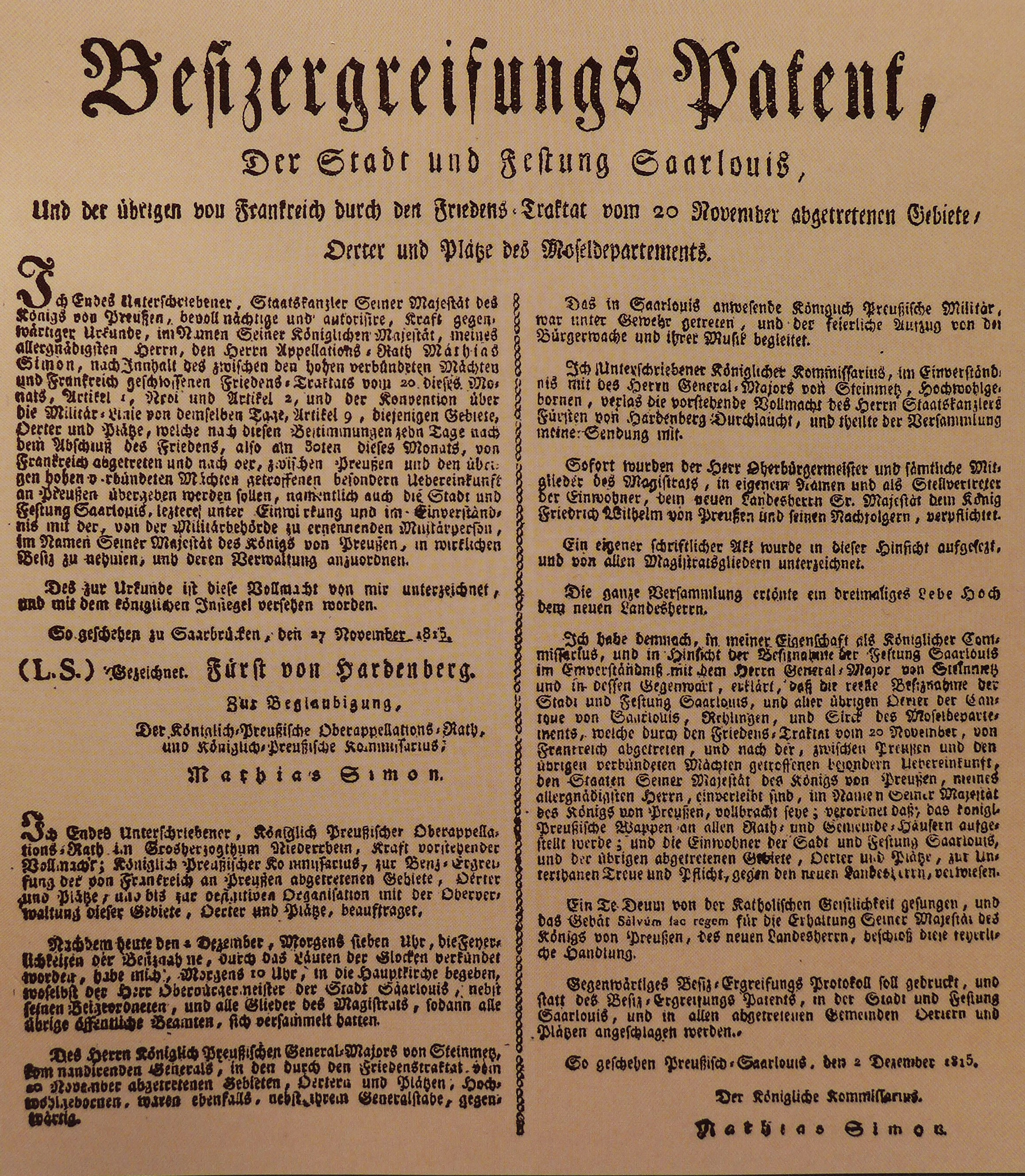
Besitzergreifungspatent der Stadt und Festung Saarlouis und der übrigen von Frankreich durch den Friedens-Traktat vom 20. November abgetrennten Gebiete, Oerter und Plätze des Moseldepartements vom 2. Dezember 1815 (Kreisarchiv Saarlouis)

Das Gebiet des heutigen Landkreises Saarlouis gehörte vom Mittelalter bis ins 17. Jahrhundert zu mehreren Fürstentümern des Heiligen Römischen Reichs:
Die rund um Saarlouis gelegenen Gebiete des Landkreises gehörten überwiegend zum deutschsprachigen Teil des Herzogtums Lothringen. Wallerfangen war die Hauptstadt dieses Deutsches Bellistum genannten Verwaltungsbezirks.
Einige rechts der Saar gelegene Gebiete gehörten zu kleineren Herrschaften, die teils Kondominien angehörten, die dem Herzog von Lothringen, dem Grafen von Saarbrücken oder dem Kurfürsten von Trier unterstanden.
Auch die Abteien Fraulautern und Wadgassen hatten eigene Herrschaften.
Als 1680 die Stadt Saarlouis gegründet wurde, wurde diese mit einigen umliegenden Orten eine Exklave Frankreichs. Wallerfangen wurde für den Bau der Festung zerstört, weshalb der Sitz des Deutschen Bellistums nach Saargemünd verlegt wurde.
Nach dem Tod des letzten Herzogs 1766 fiel Lothringen an Frankreich. Auch die vorher zu Nassau-Saarbrücken gehörenden Dörfer Überherrn und Friedrichweiler wurden französisch.
Die Französische Revolution erreichte schnell auch die Saar. Saarlouis wurde in Sarre-Libre („freie Saar“) umbenannt und wurde Sitz eines Kantons im Département Moselle. Die Gegend um Lebach bildete einen eigenen Kanton im Département de la Sarre.
Nach der Niederlage Napoleons fiel die Gegend um Saarlouis an Preußen. Der Kreis Saarlouis wurde 1816 von den Preußen gegründet und gehörte über hundert Jahre lang zum Regierungsbezirk Trier der Rheinprovinz (bis 1822 Provinz Großherzogtum Niederrhein). Die damaligen Grenzen des Kreises stimmen größtenteils mit den heutigen überein.
Im 20. Jahrhundert spiegelt der Landkreis die Geschichte des Saarlandes wider:
1920 kam er zum Saargebiet, das vom Völkerbund verwaltet wurde. Nach der Volksabstimmung vom 13. Januar 1935 wurde das Saargebiet zum 1. März 1935 wieder Teil des Deutschen Reichs. Zwischen der Machtergreifung der Nationalsozialisten 1933 im Deutschen Reich und der Volksabstimmung 1935 wurde der Landkreis Saarlouis wie der Rest des Saargebietes zum wichtigen Drehpunkt für deutsche Flüchtlinge vor nationalsozialistischer Verfolgung sowie für das Einschleusen antirassistischer Propaganda ins Deutsche Reich. Die Nationalsozialisten nannten Saarlouis Saarlautern, um nicht mehr an die Zeit der französischen Herrschaft zu erinnern.
Von 1947 bis 1956 war der Landkreis Saarlouis Teil des französischen Saarprotektorats und seit 1957 gehört er als Teil des Saarlandes zur Bundesrepublik Deutschland.
Bei der saarländischen Gebiets- und Verwaltungsreform 1974 wurde der Landkreis vergrößert:
- Die Gemeinden Aschbach, Dörsdorf, Steinbach und Thalexweiler aus dem Landkreis Ottweiler wurden Teil der Stadt Lebach im Landkreis Saarlouis.
- Die Gemeinde Michelbach aus dem Landkreis Merzig-Wadern wurde Teil der Gemeinde Schmelz im Landkreis Saarlouis.

## Einwohnerentwicklung
| Jahr | Einwohner | Quelle |
| ---- | --------- | ------ |
| 1816 | 32.001    | [ 4 ]  |
| 1847 | 47.174    | [ 5 ]  |
| 1871 | 60.052    | [ 6 ]  |
| 1885 | 70.104    | [ 6 ]  |
| 1900 | 89.535    | [ 7 ]  |
| 1910 | 113.025   | [ 7 ]  |
| 1939 | 148.271   | [ 7 ]  |
| 1960 | 183.400   | [ 7 ]  |
| 1970 | 203.700   | [ 8 ]  |
| 1980 | 208.100   | [ 9 ]  |
| 1990 | 213.000   | [ 10 ] |
| 2000 | 211.700   | [ 11 ] |
| 2010 | 203.308   |        |

## Religion
Der größte Teil (zirka 64 %) der Bevölkerung war (Stand 2019) katholischen Bekenntnisses. Sämtliche Gemeinden gehören zur Diözese Trier, die auf dem Gebiet des Landkreises seit 2004 die Dekanate Dillingen (63,91 % der Einwohner sind katholisch), Saarlouis (62,82 % katholisch), und Wadgassen (65,48 % katholisch) unterhält.
Mit dem Dillinger Saardom befindet sich die größte Kirche des Saarlandes im Kreis Saarlouis.
Die evangelische Bevölkerung des Kreises gehörte seit 1817 zur Evangelischen Kirche in Preußen (ab 1922 in Evangelische Kirche der altpreußischen Union umbenannt; APU) und dort seit 1922 zur Kirchenprovinz der Rheinprovinz, mit dem Provinzialkonsistorium in Koblenz. 1947 verselbständigte sich die vormals altpreußische Kirchenprovinz als Evangelische Kirche im Rheinland, der heute die evangelischen Gemeinden im Landkreis zugeordnet sind.
Im Bereich christlicher Gruppierungen finden sich vor allem noch freikirchliche Gemeinden (Dillingen, Lebach, Saarlouis-Steinrausch), die Zeugen Jehovas (Saarlouis-Steinrausch) sowie neuapostolische Gemeinden (Dillingen, Saarwellingen, Wallerfangen etc.).
Die Muslime unterhalten unter anderem in Dillingen eine Moschee.
Das ehedem reiche jüdische Leben wurde durch den nationalsozialistischen Terror zwischen der Annexion („Rückgliederung“) des Saarlandes an Deutschland am 1. März 1935 und dem Ende der Naziherrschaft sukzessive vernichtet. Zuvor bestanden etliche Synagogengemeinden im Kreisgebiet, deren größte die von Saarwellingen mit ihrer Synagoge, ihrem Schulhaus in der Engelgasse und ihrem Friedhof in der Schliefgasse war.
Heute leben wieder einige Juden im Landkreis, die der Synagogengemeinde Saar angehören.

## Politik

### Kreistag
| Kreistagswahl Saarlouis 2024Wahlbeteiligung: 66,5 % 403020100 31,931,214,211,66,03,12,1 CDUSPDAfDBSWGrüneFDPLinkeGewinne und Verlusteim Vergleich zu 2019 %p 12 10 8 6 4 2 0 −2 −4 −6 −8−2,5−1,2+5,4+11,6−6,3−1,2−5,7CDUSPDAfDBSWGrüneFDPLinke | Sitzverteilung im Kreistag Saarlouis seit 2024Insgesamt 33 Sitze - BSW: 4 - SPD: 11 - Grüne: 2 - FDP: 1 - CDU: 11 - AfD: 4 |

Übersicht über die Ergebnisse der Kreistagswahlen
| Parteien und Wählergemeinschaften | Parteien und Wählergemeinschaften           | % 2024 | Sitze 2024 | % 2019 | Sitze 2019 | % 2014 | Sitze 2014 | % 2009 | Sitze 2009 | % 2004 | Sitze 2004 | % 1999 | Sitze 1999 | % 1994 | % 1989 | % 1984 |
| CDU                               | Christlich Demokratische Union Deutschlands | 31,9   | 11         | 34,4   | 12         | 37,4   | 14         | 36,3   | 15         | 45,4   | 19         | 44,7   | 20         | 37,4   | 36,0   | 44,6   |
| SPD                               | Sozialdemokratische Partei Deutschlands     | 31,2   | 11         | 32,4   | 11         | 36,3   | 14         | 30,9   | 13         | 37,1   | 16         | 44,4   | 19         | 43,4   | 43,0   | 42,5   |
| AfD                               | Alternative für Deutschland                 | 14,2   | 4          | 8,8    | 3          | 5,0    | 1          | —      | —          | —      | —          | —      | —          | —      | —      | —      |
| BSW                               | Bündnis Sahra Wagenknecht                   | 11,6   | 4          | —      | —          | —      | —          | —      | —          | —      | —          | —      | —          | —      | —      | —      |
| GRÜNE                             | Bündnis 90/Die Grünen                       | 6,0    | 2          | 12,3   | 4          | 6,2    | 2          | 7,1    | 2          | 5,3    | 2          | 4,1    | 0          | 7,5    | 4,9    | 5,3    |
| FDP                               | Freie Demokratische Partei                  | 3,1    | 1          | 4,3    | 1          | 2,2    | 0          | 8,1    | 3          | 3,8    | 0          | 2,0    | 0          | 3,2    | 4,1    | 4,3    |
| LINKE                             | Die Linke                                   | 2,1    | 0          | 7,8    | 2          | 6,6    | 2          | 13,0   | 5          | 2,4    | 0          | —      | —          | —      | —      | —      |
| FWG                               | Freie Wählergruppe                          | —      | —          | —      | —          | 2,5    | 0          | 2,5    | 1          | —      | —          | —      | —          | —      | —      | —      |
| PIRATEN                           | Piratenpartei Deutschland                   | —      | —          | –      | –          | 2,2    | 0          | —      | —          | —      | —          | —      | —          | —      | –      | —      |
| NPD                               | Nationaldemokratische Partei Deutschlands   | —      | —          | –      | –          | 1,5    | 0          | —      | —          | —      | —          | —      | —          | —      | 0,6    | 0      |
| FW/FWG                            | Freie Wählergruppe                          | —      | —          | –      | –          | –      | –          | 2,2    | 0          | 6,0    | 2          | 4,7    | 0          | 5,0    | 2,3    | 2,5    |
| REP                               | Die Republikaner                            | —      | —          | —      | —          | —      | —          | —      | —          | —      | —          | —      | —          | 3,6    | 7,2    | —      |
| Gesamt                            | Gesamt                                      | 100    | 33         | 100    | 33         | 100    | 33         | 100    | 39         | 100    | 39         | 100    | 39         | 100    | 100    | 100    |
| Wahlbeteiligung                   | Wahlbeteiligung                             | 66,5 % | 66,5 %     | 65,0 % | 65,0 %     | 52,8 % | 52,8 %     | 58,7 % | 58,7 %     | 57,8 % | 57,8 %     | 60,8 % | 60,8 %     | 75,5 % | 80,3 % | 80,0 % |

### Landräte
- 1816–182100Jakob Christian Schmeltzer (offizieller Titel „Landkommissar“)
- 1821–184900Joseph Jesse
- 1849–185100Johann Saurborn (kommissarisch)
- 1851–187400Heinrich Friedrich von Selasinsky
- 1874–188100Prosper Devens
- 18810000000Nicolas Adolphe de Galhau (kommissarisch)
- 1881–188200Otto von Dewitz (kommissarisch)
- 1882–188800August von Harlem
- 1888–189000Ludwig von Renvers
- 1890–190500André Helfferich
- 1905–191700Johannes Schütz von Leerodt
- 1917–191900Heinrich Schellen
- 1919–192000Alfred von Boch
- 1920–192300Julius Anton
- 1922–193500Wilhelm Arweiler
- 1935–194500Franz Schmitt
- 1945–194600Hans Drehsen
- 1946–195600Alfons Diwo
- 1956–196000Erasmus Schmidt
- 1960–198500August Riotte, CDU
- 1985–200400Peter Winter, SPD
- 2004–201100Monika Bachmann, CDU
- 2012–000000Patrik Lauer, SPD

### Wappen

Die Wappen wichtiger historischer Herrschaften auf dem Gebiet des Landkreises Saarlouis
Wappen des Herzogtums Lothringen mit den drei gestümmelten, silbernen Adlern
Lilienwappen des Königreichs Frankreich
Wappen der Hohenzollern mit der Zollernvierung in Silber und Schwarz

Der goldene (gelbe) Wappenschild des Landkreises Saarlouis ist mit einem roten Schrägbalken belegt, auf dem sich drei silberne (weiße), gestümmelte Adlern des Herzogtums Lothringen befinden, da das Kreisgebiet historischer Teil des alten Herzogtums war. Der lothringische Benediktinerabt und Historiker Augustin Calmet berichtet in seinem umfangreichen lothringischen Geschichtswerk „Histoire de Lorraine“ von der historischen Tradition, dass der lothringische Adler angeblich von Kaiser Friedrich Barbarossa in Anlehnung an den kaiserlichen Reichsadler an Herzog Matthäus I. von Lothringen verliehen worden sein, um die enge Beziehung des Herzogtums zum Heiligen Römischen Reich zu verdeutlichen. Dieses kaiserliche heraldische Privileg sei dem lothringischen Herzog Theobald I. anlässlich seiner Hochzeit mit Gertrud von Dagsburg durch Kaiser Friedrich II. bestätigt worden.
Über dem lothringischen Schrägbalken schwebt eine Lilie. Sie ist Bestandteil des Stadtwappens von Saarlouis und bezieht sich auf die Gründung der Stadt durch König Ludwig XIV. Seinem Amtsvorgänger und Namensgeber Chlodwig I. soll nach einer im hohen Mittelalter aufgekommenen Legende die Lilie von einem aus dem Himmel herabgestiegenen Engel nach der Schlacht von Zülpich (496) überreicht worden sein und dieses Wunder soll letztendlich die Konversion des zuvor heidnischen Frankenherrschers zum katholischen Glauben bewirkt haben.
Unter dem lothringischen Schrägbalken befindet sich ein achtstrahliger Stern, der symbolhaft den Ursprung der Stadt Saarlouis als sternförmig erbaute französische Festung verkörpert. Lilie und Stern sind in blau gehalten.
Das Schildhaupt ist in schwarze und silberne (weiße) Felder gevierteilt. Dieser Wappenbestandteil repräsentiert die Dynastie der Hohenzollern, die das Kreisgebiet im Jahr 1815 dem Königreich Preußen einverleibten. Mit dem Inkrafttreten des Versailler Vertrages am 10. Januar 1920 schied das Kreisgebiet aus dem damaligen Freistaat Preußen aus.

## Wirtschaft und Infrastruktur

### Verkehr
Wichtigste überregionale Straßen im Landkreis sind die Autobahn A 8 (Luxemburg–Saarlouis–Pirmasens) sowie die am Dreieck Saarlouis abzweigende A 620. Der Landkreis Saarlouis ist per Flugzeug direkt zu erreichen über den Flugplatz Saarlouis-Düren sowie mittelbar über die Flughäfen Saarbrücken, Luxemburg und Metz.
Die wichtigste Eisenbahnstrecke ist die Saarstrecke Trier–Saarbrücken.
Umfangreich war auch das Netz der Straßen- und Kleinbahnen im Kreis Saarlouis.

## Gemeinden
(Einwohner am 31. Dezember 2024)
| Städte 1. Dillingen/Saar (21.529) 2. Lebach (19.468) 3. Saarlouis, Kreisstadt (37.667) | Weitere Gemeinden 1. Bous (7191) 2. Ensdorf (6928) 3. Nalbach (9251) 4. Rehlingen-Siersburg (14.932) 5. Saarwellingen (13.616) 6. Schmelz (16.981) 7. Schwalbach (18.108) 8. Überherrn (12.109) 9. Wadgassen (18.025) 10. Wallerfangen (9324) |

Größte Stadt des Kreises ist die Kreisstadt Saarlouis, kleinste Gemeinde ist Ensdorf.
Ehemalige Gemeinden
Die meisten ehemaligen Gemeinden des Landkreises verloren am 1. Januar 1974 im Rahmen einer saarländischen Gebietsreform ihre Eigenständigkeit:
- Eidenborn, Falscheid, Gresaubach, Knorscheid, Landsweiler und Niedersaubach wurden Teil der Stadt Lebach.
- Bilsdorf, Körprich und Piesbach wurden Teil der Gemeinde Nalbach.
- Biringen, Eimersdorf, Fremersdorf, Fürweiler, Gerlfangen, Hemmersdorf, Niedaltdorf, Oberesch, Rehlingen und Siersburg wurden Teil der Gemeinde Rehlingen-Siersburg.
- Reisbach und Schwarzenholz wurden Teil der Gemeinde Saarwellingen.
- Dorf, Hüttersdorf, Limbach und Primsweiler wurden Teil der Gemeinde Schmelz.
- Elm und Hülzweiler wurden Teil der Gemeinde Schwalbach.
- Altforweiler, Berus, Bisten und Felsberg wurden Teil der Gemeinde Überherrn.
- Differten, Hostenbach, Schaffhausen und Werbeln wurden Teil der Gemeinde Wadgassen.
- Bedersdorf, Düren, Gisingen, Ihn, Ittersdorf, Kerlingen, Leidingen, Rammelfangen und St. Barbara wurden Teil der Gemeinde Wallerfangen.

Bereits vor 1974 hatte eine Reihe von Gemeinden ihre Eigenständigkeit verloren:
| - Außen, am 1. April 1937 zu Schmelz - Beaumarais, am 1. April 1936 zu Saarlouis - Bettingen, am 1. April 1937 zu Schmelz - Büren, am 1. April 1937 zu Siersburg - Derlen, am 1. April 1938 zu Elm - Diefflen, am 1. August 1969 zu Dillingen - Fraulautern, am 1. April 1936 zu Saarlouis - Friedrichweiler, vor 1815 zu Differten - Griesborn, am 1. April 1937 zu Schwalbach - Großhemmersdorf, am 1. April 1937 zu Hemmersdorf - Hahn, am 1. April 1938 zu Lebach - Itzbach, am 1. April 1937 zu Siersburg - Jabach, am 1. April 1938 zu Lebach - Kerprichhemmersdorf, am 1. April 1937 zu Hemmersdorf | - Knausholz, am 1. April 1938 zu Elm - Labach, am 1. April 1937 zu Reisbach - Lisdorf, am 1. April 1936 zu Saarlouis - Neuforweiler, am 1. Juli 1970 zu Saarlouis - Niederlimberg, am 1. April 1936 zu Wallerfangen - Oberlimberg, am 1. April 1936 zu Wallerfangen - Pachten, am 1. April 1936 zu Dillingen - Picard, am 1. April 1936 zu Saarlouis - Reisweiler, am 1. April 1937 zu Reisbach - Roden, 1907 zu Saarlouis - Rümmelbach, 1964 zu Niedersaubach - Siersdorf, am 1. April 1937 zu Siersburg - Sprengen, am 1. April 1938 zu Elm |

## Bildung

### Grundschulen
- Römerschule Pachten
- Philipp-Schmitt-Schule Dillingen
- Odilienschule Dillingen
- Primsschule Dieffeln

- Grundschule Landsweiler

- Grundschule Lebach
- Grundschule Steinbach
- Nikolaus-Groß-Schule Lebach

- Grund- und Ganztagsgrundschule „Im Vogelsang“ Saarlouis
- Grundschule Römerberg Roden
- Grundschule „Im Alten Kloster“ Fraulautern
- Grundschule Steinrausch
- Grundschule Prof. Ecker Lisdorf
- Grundschule in den Bruchwiesen Beaumarais
- Grundschule Bous
- Grundschule Ensdorf
- Grundschule Nalbach

- Niedschule Hemmersdorf

- Grundschule Rehlingen
- Grundschule Gutberg Saarwellingen
- Astrid-Lindgren-Schule Reisbach

- Stefanschule Schmelz mit Dependance Limbach
- Johannesschule Hüttersdorf

- Kirchbergschule Schwalbach
- Bachtalschule Elm
- Laurentiusschule Hülzweiler

- St. Oranna Berus
- St. Bonifatius Überherrn

- Grundschule Wallerfangen
- Grundschule Gisingen

### Gemeinschaftsschulen
- Schule am Römerkastell Dillingen
- Sophie-Scholl-Gemeinschaftsschule Dillingen
- Theeltalschule Lebach
- Nikolaus-Groß-Schule Lebach

- Gemeinschaftsschule Saarlouis „In den Fliesen“

- Martin-Luther-King-Schule Saarlouis
- Gemeinschaftsschule Wadgassen-Bous
- Johannes-Gutenberg-Schule Schwalbach
- Schule am Litermont Nalbach
- Lothar-Kahn-Schule Rehlingen
- Schule an der Waldwies Saarwellingen
- Kettelerschule Schmelz
- Johannes-Gutenberg-Schule Schwalbach
- Schule am Warndtwald Überherrn

- Grundschule im Bisttal Differten
- Grundschule Hostenbach-Schaffhausen
- Bisttalschule Wadgassen/Bous
- Schule am Limberg, Wallerfangen

### Gymnasien
- Albert-Schweitzer-Gymnasium Dillingen
- Technisch-wissenschaftliches Gymnasium Dillingen
- Geschwister-Scholl-Gymnasium Lebach
- Johannes-Kepler-Gymnasium Lebach

- Gymnasium am Stadtgarten Saarlouis
- Max-Planck-Gymnasium Saarlouis
- Robert-Schuman-Gymnasium Saarlouis

### Berufsbildende Schulen
- KBBZ Dillingen
- TGBBZ Dillingen
- BBZ Lebach

- KBBZ Saarlouis
- TGSBBZ Saarlouis
- Krankenpflegeschule DRK-Krankenhaus Saarlouis

### Förderschulen
- AWO-Förderschule geistige Entwicklung Pachten
- Anne-Frank-Schule Saarlouis
- Kreissonderschule G Saarwellingen
- Staatliche Förderschule soziale Entwicklung Wallerfangen

## Schutzgebiete
Im Landkreis befinden sich 23 ausgewiesene Naturschutzgebiete (Stand Februar 2017).

## Kfz-Kennzeichen
Am 1. Januar 1957 wurde dem Landkreis anlässlich des Beitritts des Saarlandes zur Bundesrepublik Deutschland das Unterscheidungszeichen SLS zugewiesen. Es wird durchgängig bis heute ausgegeben.